# مبارك علي
مبارك علي (بالإنجليزية: Mubarak Ali Khan)‏ هو مؤرخ باكستاني، ولد في 1 أبريل 1941 في تونك ‏ في الهند.